# Георгиевский, Александр Сергеевич
Александр Сергеевич Георгиевский — советский хозяйственный, государственный и политический деятель, Герой Социалистического Труда.

## Биография
Родился в 1914 году в селе Скуратово. Член КПСС.
С 1933 года — на хозяйственной, общественной и политической работе. В 1933—1969 гг. — агроном в Мценском районе, старший агроном в Курской области, в Красной Армии, на различных должностях в Курской и Орловской областях, работник Орловского треста совхозов в Ельце, директор племхоза «Ливенский» Ливенского производственного колхозно-совхозного управления, совхоза «Ливенский» Ливенского района Орловской области.
Указом Президиума Верховного Совета СССР от 22 марта 1966 года присвоено звание Героя Социалистического Труда с вручением ордена Ленина и золотой медали «Серп и Молот».
Избирался депутатом Верховного Совета РСФСР 6-го созыва.
Умер в 1969 году.